# Mario Camus García
Mario Camus García (castellà: Mario Camus)  (Santander, 20 d'abril de 1935 - Santander, 18 de setembre de 2021) fou un director i guionista de cinema espanyol.

## Biografia
Va estudiar dret i posteriorment estudis de cinema a l'Escola Oficial de Cinema. Pertany a la generació del Nou Cinema Espanyol de la qual formen part, entre d'altres, Carlos Saura, Basilio Martín Patino, José Luis Borau, Julio Diamante Stihl, Miguel Picazo i Manuel Summers.
Guanyador de l'Os d'Or en el Festival de cinema de Berlín en 1983 per La colmena, l'any següent, al Festival Internacional de cinema de Cannes, guanyà la menció especial del jurat ecumènic per Los santos inocentes, una de les pel·lícules espanyoles més conegudes. Per aquestes dues pel·lícules va obtenir un gran reconeixement com a cineasta, tant a nivell internacional com nacional.
És reconegut el seu mestratge en l'adaptació de textos literaris al cinema. És el cas de La leyenda del alcalde de Zalamea (1973), basada en les obres de Calderón de la Barca i Lope de Vega, i pel·lícules a partir d'obres de Ignacio Aldecoa (Young Sánchez, 1964, Con el viento solano, 1967 i Los pájaros de Baden-Baden, 1975), de Pérez Galdós (la sèrie de televisió Fortunata y Jacinta), de Camilo J. Cela (La colmena, 1982), de Miguel Delibes (Los santos inocentes, 1984), o de García Lorca (La casa de Bernarda Alba, 1987).
Al costat d'un cinema més comercial al servei del cantant Raphael i de Sara Montiel, en els anys seixanta, o d'obres de gènere, com el western La cólera del viento (1970) o les històries d'amor conflictiu Volver a vivir (1968) i La joven casada (1975), Saura va realitzar les seves pel·lícules més personals ja en la dècada dels noranta, amb l'anàlisi del terrorisme d'ETA present a Sombras en una batalla (1993) i La playa de los galgos (2002), o les rondalles crítiques amb la societat capitalista Después del sueño (1992), Adosados (1997) y El color de las nubes (1998).
La seva labor en sèries de televisió fou igualment notable, amb èxits molt populars en la dècada de 1970 (Los Camioneros i Curro Jiménez) i posteriors projectes amb major ambició artística i grans repartiments com Los desastres de la guerra i l'adaptació de Fortunata y Jacinta.
En la seva trajectòria professional també va realitzar alguna incursió a la direcció escènica teatral, i així, va ser responsable del muntatge de ¿Por qué corres, Ulises? (1975), d'Antonio Gala.
Va escriure els llibres de narracions Un fuego oculto (Madrid, 2003) i Apuntes del natural (Santander, 2007), que l'editorial Valnera va recopilar en 2011 sota el títol 29 relatos.

## Filmografia

### Cinema
| Any  | Títol                             |
| ---- | --------------------------------- |
| 2007 | El prado de las estrellas         |
| 2002 | La playa de los galgos            |
| 1999 | La ciutat dels prodigis           |
| 1998 | La vuelta de El Coyote            |
| 1997 | El color de las nubes             |
| 1996 | Adosados                          |
| 1994 | Amor propio                       |
| 1993 | Sombras en una batalla            |
| 1992 | Después del sueño                 |
| 1990 | La mujer y el pelele              |
| 1987 | La rusa                           |
| 1987 | La casa de Bernarda Alba          |
| 1985 | La vieja música                   |
| 1984 | Los santos inocentes              |
| 1982 | La colmena                        |
| 1978 | Los días del pasado               |
| 1975 | Los pájaros de Baden-Baden        |
| 1975 | La joven casada                   |
| 1972 | La leyenda del alcalde de Zalamea |
| 1971 | La cólera del viento              |
| 1969 | Esa mujer                         |
| 1967 | Con el viento solano              |
| 1967 | Al ponerse el sol                 |
| 1966 | Cuando tú no estás                |
| 1965 | Muere una mujer                   |
| 1964 | Young Sánchez                     |
| 1963 | Los farsantes                     |

### Televisió
| Any  | Sèrie                          | Director                                                                             |
| ---- | ------------------------------ | ------------------------------------------------------------------------------------ |
| 1990 | La femme et le pantin (D)      | Mario Camus                                                                          |
| 1990 | La forja de un rebelde (D)(G)  | Mario Camus                                                                          |
| 1983 | Los desastres de la guerra (D) | Mario Camus                                                                          |
| 1980 | Fortunata y Jacinta (D) (G)    | Mario Camus                                                                          |
| 1976 | Paisaje con figuras (D)        | Mario Camus                                                                          |
| 1976 | Curro Jiménez (D)              | Mario Camus, Antonio Drove Pilar Miró, Rafael Romero Marchent Francesc Rovira-Beleta |
| 1974 | Los camioneros (D)             | Mario Camus                                                                          |
| 1973 | Noelia y el wavalaooo (D)      | Mario Camus                                                                          |
| 1972 | Si las piedras hablaran (D)    | Mario Camus                                                                          |
| 1968 | Cuentos y leyendas (D)         | Mario Camus                                                                          |

(D) - Director; (G) - Guionista

## Premis
Medalles del Cercle d'Escriptors Cinematogràfics
| Any  | Categoria            | Pel·lícula             | Resultat  |
| ---- | -------------------- | ---------------------- | --------- |
| 1982 | Millor director      | La colmena             | Guanyador |
| 1993 | Millor guió original | Sombras en una batalla | Guanyador |

33è Festival Internacional de Cinema de Berlín
| Categoria                      | Pel·lícula | Resultat   |
| ------------------------------ | ---------- | ---------- |
| Os d'Or a la millor pel·lícula | La colmena | Guanyadora |

37è Festival Internacional de Cinema de Canes
| Categoria                         | Pel·lícula           | Resultat   |
| --------------------------------- | -------------------- | ---------- |
| Menció especial al Jurat Ecumènic | Los santos inocentes | Guanyadora |

Premis Goya
| Any  | Categoria     | Pel·lícula             | Resultat   |
| ---- | ------------- | ---------------------- | ---------- |
| 1993 | Guió original | Sombras en una batalla | Guanyadora |
| 2010 | Goya d'Honor  | -                      | Guanyador  |